# 21 cm SK „Peter Adalbert“
Die 21-cm-Schnelladekanone L/40 und L/45 „Peter Adalbert“ war ein Eisenbahngeschütz-Typ, von dem im Ersten Weltkrieg von Krupp elf Exemplare für das deutsche Heer gebaut wurden. Grundlage war ein Schiffsgeschütz, welches zuvor auf den Großen Kreuzern (Baujahre 1901/1902) verbaut war und das nun in einem Schießgerüst auf Bettungslafette montiert wurde. Die Kanonen kamen ab 1916 an der Westfront und bei Gallipoli zum Einsatz und wurden nach Kriegsende entsprechend den Bedingungen des Friedensvertrages von Versailles zumeist verschrottet.

## Geschichte
Die 21 cm SK L/40 und L/45 gehörten zu den schweren Flachfeuergeschützen des deutschen Heeres. Diese wurden in der zweiten Hälfte des Krieges durch eine Initiative des Reichsmarineamt und der Artillerie-Prüf-Kommission geschaffen. Beginnend mit dem Verlust der Blücher wurden vier Reserverohre L/45 verfügbar, da diese auf keinem anderen Schiff verbaut worden waren. Krupp wurde schon im Mai 1915 beauftragt, ein Bettungsschießgerüst zu entwickeln, mit dem solche Marinegeschütze genutzt werden konnten. Diese waren rein ortsgebundene Lafetten, die eine lange Vorbereitungszeit benötigten.
Im vorderen Bereich der Lafette war ein Pivot montiert und am Lafettenschwanz ermöglichten Rollen das seitliche Richten. Deutsche Geschütze erhielten zumeist ein Ausgleichsgewicht hinter den Schildzapfen, um das Gewicht des weit herausragenden Rohres auszugleichen. Auch wenn dies eine gewichtssteigernde Konstruktion war, so war es doch technisch leichter zu realisieren, als technische Ausgleicher zu montieren.
Weitere Geschütze stammten aus dem Bestand für die Großen Kreuzer der Prinz-Adalbert- und Roon-Klasse, von denen bereits im Jahr 1915 drei Schiffe verloren gingen. Ihre weniger leistungsfähigen L/40 Rohre konnten ohne größere Änderungen in die für die L/45-Bettungsschießgerüste montiert werden. Allerdings waren diese etwas schwerer. Als die Roon 1916 deaktiviert wurde, standen weitere Rohre zur Verfügung.
Das Heer war mit den Bettungsschießgerüsten nicht wirklich glücklich; lange Zeiten für das Instellungbringen, keine Ausweichmöglichkeit, wenn die Stellung aufgeklärt war, und kaum eine Möglichkeit, kurzfristig auf geänderte Frontverläufe zu reagieren, führten zum Wunsch nach mobileren Geschützen. Diesem wurde ab 1917 mit der Einführung der neuen Eisenbahn- und Bettungsschießgerüste durch die Firma Krupp entsprochen. Die neuen Geschütze, die auf dieser Lafettierung montiert worden waren, konnten viel flexibler eingesetzt werden. Deshalb wurde 1918 entschieden, auch die älteren Geschütze auf diese neuen Lafetten zu setzen. Doch bis zum Ende des Krieges waren nur fünf der „Peter Adalbert“ derart umgebaut worden.
Aus der Literatur ergibt sich, dass vier Geschütze als Küstengeschütze der „Batterie Plantagen“ in Swinemünde nach dem Krieg der Verschrottung oder Auslieferung entgingen.